# Pediobius orientalis
Pediobius orientalis is een vliesvleugelig insect uit de familie Eulophidae. De wetenschappelijke naam is voor het eerst geldig gepubliceerd in 1910 door Crawford.